# Tierra (novela)

Tierra es una novela de ciencia ficción de David Brin 1991.
Tierra es un libro con una buena base científica, que en general es coherente con las creencias científicas de hoy. La estructura de la novela es interesante así como el desarrollo de los personajes tanto en sus motivaciones como en sus personalidades,

## Sinopsis
Tierra se desarrolla en el año 2038, la Tierra sufre superpoblación superando ya los 10 mil millones, los recursos naturales son escasos, y mucha gente piensa que la población está al borde de un accidente masivo (se ha evitado la pandemia mundial a lo largo de cuatro décadas mediante consecutivos desarrollos alimenticios, el último un cultivo de algas a nivel mundial). La población mundial está al borde de la hambruna, que sufre los primeros efectos del calentamiento global (el bosque del Amazonas es casi un recuerdo, países como Bangladés o ciudades como Venecia han desaparecido ante la crecida del mar dando lugar a millones de refugiados los cuales tras desaparecer sus hogares bajo las aguas sobreviven en el "Estado del Mar", un grupo de ciudades flotantes que surcan los mares de todo el mundo, o emigran a nuevas tierras disponibles a causa del deshielo como Groenlandia o Siberia... 
Tras la tercera guerra mundial contra Suiza (provocada por la indignación de la población mundial al desvelarse el contenido y los propietarios de muchas de las cuentas suizas y la negativa suiza a devolver el dinero); el mundo ha cambiado, y el concepto de secreto es anatema para gran parte de la población. En esta época se está desarrollando un nuevo tipo de energía basada en la creación artificial de agujeros negros para producir energía, pero al igual que la energía nuclear, la nueva tecnología se encuentra en un periodo de moratoria su uso hasta verificar su seguridad.
En medio del Amazonas, un grupo de militares brasileños contratan al joven doctor Alex Lusting, para que monte una central experimental, pero hay un accidente y el agujero negro escapa de control y se hunde en la superficie terrestre, explotando ese mismo día una estación espacial de USA. Meses después Alex Lusting busca la ayuda de un multimillonario maorí, George Hutton (magnate de la energía geométrica), ya que está convencido de que el micro-agujero negro no se ha disipado y se está comiendo el planeta.
Poco a poco se va desarrollando la trama a través de personajes a lo largo del planeta... acabando en un final inimaginable.

## Predicciones
Brin establece esta novela una predicción del futuro a 50 años vista del momento en que la escribía, usando el libro como una oportunidad para predecir qué tecnologías podrían cambiar y cuales podrían generarse. Tres de dichas tecnologías se hicieron realidad en tan solo 8 años, el el hipertexto, Internet, el correo electrónico, el spam, y la proliferación de dispositivos personales de grabación de vídeo. 
Brin aporta al menos 15 predicciones de gran relevancia en Tierra, incluyendo:
- La World Wide Web, la Red española (desarrollándola como una de las principales salidas de noticias, con videos y foros de discusión) y blogs. (Aunque Brin no pudo predecir la URL, en su lugar, presentaba una forma torpe de direccionamiento numérico de la red.)[1]
- El spam y los correos electrónicos y un sofisticado software de filtrado personalizado.
- Fracaso de los diques en la Gran Nueva Orleans de 2005 por la crecida del Missisipi.
- La historia de la Unión Soviética (1985-1991), en lo relativo a las consecuencias de la disolución debido al golpe de Estado fracasado y su posterior fraccionamiento en diversos estados (aunque los eruditos más contemporáneos eran plenamente conscientes del inminente colapso de la Unión Soviética en 1989).
- Los ataques nucleares contra Suiza, dando lugar a la formación de la Armada Suiza: toda la población huye de los escombros de su país a bordo de una flota de buques mercantes y adopta un estilo de vida marítima dentro del Estado del Mar. Esta flota se conoce como la Marina Suiza .
- Calentamiento global asociados a la elevación del nivel del mar dando lugar severas tormentas.
- Subvocal de entrada de dispositivos electrónicos.
- Micro Agujero negro y su creación artificial considerados de forma científica y practicable.
- La crisis de especies en peligro de extinción en todo mundo, dando lugar a los hábitats de las Arcas con vistas a la posterior restauración en el medio salvaje.
- Gafas con grabación de vídeo.
- La práctica desaparición de la privacidad personal.
- Disminución de la correspondencia física, hasta la práctica desaparición del correo postal.